# قهوه
قَهوِه نوشیدنی است که از دانه‌های قهوه بوداده تهیه می‌شود. قهوه رنگ تیره، طعمی تلخ و کمی حالت اسیدی دارد و اثر تحریک‌کننده‌ای بر روی انسان‌ها دارد که عمدتاً به دلیل محتوای کافئین آن است. قهوه بالاترین فروش را در بازار جهانی نوشیدنی‌های گرم دارد.
تولید قهوه با جداسازی دانه‌های میوه‌های گیاه قهوه (گیلاس‌های قهوه) آغاز می‌شود تا دانه‌های قهوه سبز خام حاصل شود، سپس دانه‌ها برشته‌شده به ذرات ریز آسیاب می‌شوند. قهوه از دانه‌های برشته و آسیاب‌شده تهیه می‌شود که معمولاً برای تهیهٔ نوشیدنی قهوه، این دانه‌ها را با روش‌های مختلفی مثل روش اسپرسو و موکاپات و نظایر آن، در تماس با آب داغ قرار داده و سپس فیلتر می‌کنند یا بدون فیلتر مثل روش قهوهٔ ترک تهیه می‌نمایند. قهوه معمولاً گرم سرو می‌شود، هرچند قهوهٔ سرد یا یخ‌زده نیز رایج است. قهوه می‌تواند به روش‌های مختلفی تهیه و ارائه شود (مانند اسپرسو، فرنچ پرس، کافه لاته یا قهوه کنسروشده که از قبل دم‌کشیده است). معمولاً شکر، جایگزین‌های شکر، شیر و خامه به نوشیدنی قهوه اضافه می‌شود تا طعم تلخ را موازنه یا مزه را تقویت نماید. همچنین جایگزین‌های مختلفی برای قهوه وجود دارند.
اگرچه قهوه اکنون یک کالای جهانی است، اما تاریخچهٔ طولانی آن به سنت‌های غذایی در اطراف دریای سرخ مرتبط است. قدیمی‌ترین شواهد معتبر از نوشیدن قهوه به عنوان یک نوشیدنی مدرن به یمن امروزی در جنوب عربستان در اواسط قرن ۱۵ میلادی برمی‌گردد، جایی که در زیارتگاه‌های صوفی، دانه‌های قهوه برای اولین بار برشته و به شیوه‌ای مشابه با روش‌های امروزی دم کشیده می‌شدند. دانه‌های قهوه توسط یمنی‌ها از ارتفاعات اتیوپی از طریق واسطه‌های ساحلی سومالی تأمین و در یمن کشت می‌شدند. تا قرن ۱۶، این نوشیدنی به سایر نقاط خاورمیانه و شمال آفریقا رسید و سپس به اروپا گسترش یافت.
دو نوع دانه قهوه که بیشتر کشت می‌شوند، قهوه عربیکا و روبوستا (کانفورا) هستند. گیاه قهوه در بیش از ۷۰ کشور کشت می‌شوند که عمدتاً در مناطق استوایی آمریکای جنوبی، جنوب شرق آسیا، شبه‌قاره هند و آفریقا می‌باشند. قهوه سبز و خام به عنوان یک کالای کشاورزی معامله می‌شود. صنعت قهوه بسیار گسترده است و ارزش آن تا سال ۲۰۲۳ به ۴۹۵٫۵۰ میلیارد دلار رسید. در همان سال، برزیل بزرگ‌ترین تولیدکننده دانه‌های قهوه بود و ۳۵٪ از کل تولید جهانی را به خود اختصاص داد، و پس از آن ویتنام و کلمبیا قرار دارند. در حالی که فروش قهوه به میلیاردها دلار در سال در سطح جهانی می‌رسد، کشاورزان قهوه به‌طور نامتناسبی در فقر زندگی می‌کنند. منتقدان صنعت قهوه همچنین به تأثیر منفی آن بر محیط زیست و پاکسازی زمین برای کشت قهوه و استفاده از آب اشاره کرده‌اند.

## واژه‌شناسی

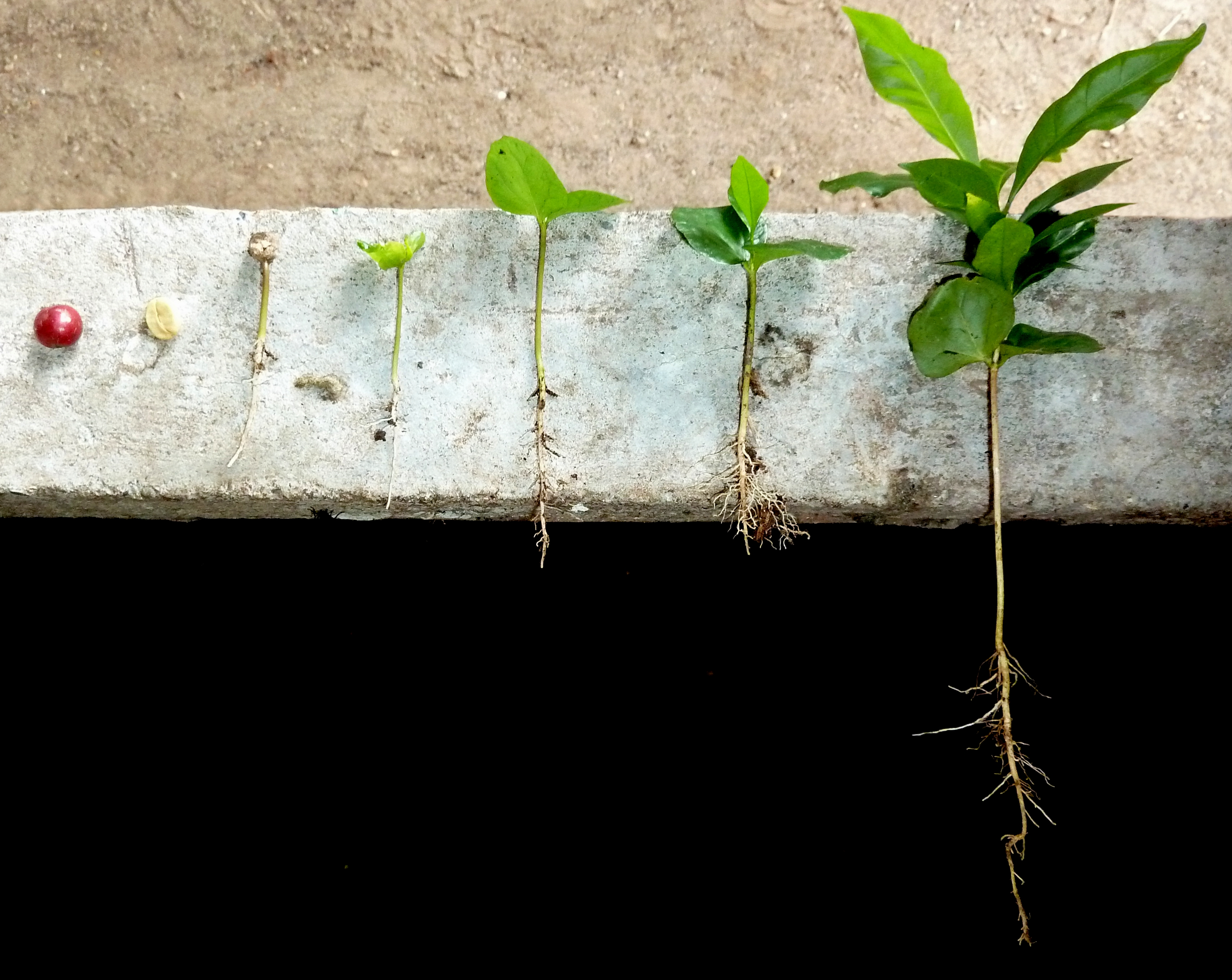
قهوه، از میوه تا گیاه

از سال ۱۵۸۲ میلادی واژه کافی (به انگلیسی: coffee) از زبان هلندی و با برگردان واژه کوفی (به هلندی: koffie) وارد زبان انگلیسی شد. هلندی‌ها نیز این واژه را از عثمانی‌ها وام گرفته بودند که در زبان ترکی عثمانی (به ترکی استانبولی: kahve) نامیده می‌شد. ترک‌های عثمانی نیز این واژه را از واژهٔ عربی (به عربی: qahwah) اقتباس کرده بودند. فرهنگ‌نویسان عرب قرون وسطی می‌گویند واژهٔ قهوه در اصل نام گونه‌ای شراب بوده که سپس نام این نوشیدنی شده است. همچنین می‌گویند ریشهٔ این واژه، فعلِ «قها» (تلفظ: qahā) به‌معنی بی‌اشتها بودن است. زیرا در گذشته تصور بر این بود که این مایع باعث بی‌اشتهایی می‌شود.
چندین دلیل دیگر برای نامگذاری قهوه آورده شده که یکی از مشهورترین آن این است که این واژه از یک زبان اتیوپیایی یا یک زبان آفریقایی دیگر گرفته شده باشد و در اصل نام منطقه‌ای به نام کفا در جنوب‌غربی اتیوپی بوده است. گمان می‌رود که گیاه قهوه نخست آن جا یافت شده، در ضمن مردم آن منطقه به این گیاه بون می‌گویند.

## تاریخچه
در مورد کشف قهوه به عنوان یک نوشیدنی برخی معتقدند در سده ۹ میلادی ابتدا چوپانی به نام خالد در اتیوپی با مشاهده رفتار پرانرژی‌تر بزهایش پس از خوردن دانه‌های یک گیاه تصمیم گرفت از آن بخورد و قهوه از آن پس وارد رژیم غذایی انسان شد. به هرحال این اعتقاد چه افسانه باشد و چه واقعیت آنچه امروزه از تاریخ برآمده حاکی از آن است که قهوه توسط انسان در یمن و به روش بو دادن و دم کردن وارد چرخه غذایی شد. سپس دانه‌های قهوه و نوشیدن قهوه به عنوان یک نوشیدنی گرم رفته‌رفته توسط دریانوردان و تجارت دریایی به مناطق دیگر جهان گسترش یافت.

### جهان اسلام
در جهان اسلام نوشیدنی قهوه به‌عنوان جایگزینی برای نوشیدنی‌های الکلی استفاده می‌شد. این نوشیدنی از سده ۱۳ میلادی بسیار محبوب و مقبول شد و تا آغاز سده ۱۵ میلادی در مصر، شام و عثمانی در همهٔ شهرهای این مناطق قهوه‌خانه‌هایی برپا شد. مقامات مذهبی در مکه، قاهره، و استانبول تلاش کردند تا مصرف آن را ممنوع کنند. شیخ‌ها بر سر شباهت اثرات قهوه و الکل بحث می‌کردند و برخی به این اشاره می‌کردند که دست به دست کردن قوری قهوه، بی شباهت به دست به دست کردن پیالهٔ شراب، نوشیدنی ممنوعه در اسلام نیست. اما در پایان با نوشیدن قهوه موافقت کردند.
قهوه‌خانه نهاد تازه‌ای بود که مردان در آن جمع می‌شدند و به صحبت کردن، شعرخوانی و بازی‌هایی مانند تخته نرد و شطرنج می‌پرداختند. آن‌ها به مرکزی برای تجمع متفکران و به‌صورت ضمنی به رقیبی برای مسجد به‌عنوان محل ملاقات جمعی بدل شده بودند. برخی عالمان دینی معتقد بودند که قهوه‌خانه حتی از میکده هم بدتر است. مقامات هم متوجه شده بودند که این اماکن می‌توانند تبدیل به لانه‌های فتنه شود. با این حال همه تلاش‌ها برای ممنوعیت مصرف قهوه حتی با وجود صدور حکم اعدام در دورهٔ سلطان مراد چهارم (۱۶۲۳ تا ۱۶۴۰ میلادی) به شکست انجامید. در پایان عالمان دینی به اجماع رسیدند که مصرف قهوه مباح است.

### اروپا

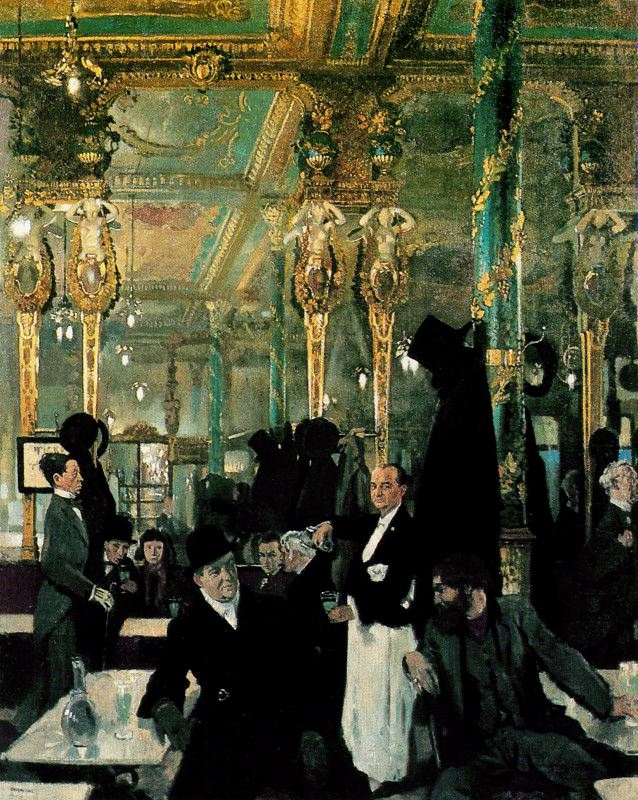
کافه رویال لندن، نقاشی از ویلیام اورپن به سال ۱۹۱۲

قهوه از دو مسیر تجارت زمینی امپراتوری عثمانی و از طریق تجارت دریایی، از بندرهای یمن و شاخ آفریقا به اروپا راه یافت. کشت گیاه قهوه در انگلستان از همان زمان آغاز شد. اما آفت و آب‌وهوای سرد منطقه، گیاهان قهوه را نابود کرد و انگلیسی‌ها مجبور شدند به جای کشت قهوه، به کشت چای روی بیاورند. در آغاز در اروپا به قهوه به عنوان نوشیدنی مسلمانان، با دیدهٔ شک نگریسته می‌شد. اما گفته می‌شود که در حدود سال ۱۶۰۰ پاپ کلمنت هشتم چنان از یک فنجان قهوه لذت برد که انحصار آن در دست مسلمانان را خطایی بزرگ دانست و خواستار تعمید دادن آن شد.
کمپانی هند شرقی هلند اولین شرکتی بود که قهوه را در مقیاس وسیع به اروپا وارد کرد. هلندی‌ها بعدها این محصول را در جاوه و سری‌لانکا کشت کردند. نخستین صادرات قهوه اندونزیایی از جاوه به هلند در سال ۱۷۱۱ صورت پذیرفت. با تلاش کمپانی هند شرقی بریتانیا قهوه در انگلستان رواج یافت. متعاقب آن قهوه‌خانه کوئینس‌لن در سال ۱۶۵۴ تأسیس شد که امروز هم وجود دارد. قهوه در سال ۱۶۵۴ به فرانسه راه یافت و در سال ۱۶۸۳ پس از نبرد وین و دست‌یابی فاتحان نبرد به ذخیرهٔ قهوهٔ ترکان عثمانی به عنوان غنیمت جنگی به اتریش و لهستان راه یافت.
در طول سده ۱۸ میلادی مصرف قهوه در بریتانیا کاهش یافت و جای خود را به نوشیدن چای واگذار کرد. نوشیدن چای ساده‌تر بود و با تسخیر هند و صنعت چای آنجا توسط بریتانیا ارزان‌تر هم شد. در طول عصر دریانوردی، ملوانان کشتی‌های نیروی دریایی پادشاهی بریتانیا با حل کردن نان سوخته در آب داغ، گونه‌ای نوشیدنی شبیه قهوه (جایگزین قهوه) درست می‌کردند. قهوه از سال ۱۷۳۴ در سنت دومینیگ (هائیتی امروزی) کشت شد و تا سال ۱۷۸۸ نیمی از قهوه جهان از آنجا تأمین می‌شد.

#### برده‌داری و استثمار
فرانسوی‌ها در آفریقا برده‌ها را برای کار در مزارع قهوه هائیتی استثمار می‌کردند. شرایط سخت برده‌ها در مزارع کشت قهوه باعث بروز انقلاب هائیتی و آسیب جدی به صنعت قهوه آنجا شد و دیگر مثل گذشته به‌طور کامل بهبود نیافت. در سال‌های نخست سده نوزده میلادی با بهره‌کشی از برده‌های آفریقایی، یک‌سوم قهوه جهان در برزیل تولید می‌شد. در ۶۰۰ سال گذشته برای تغییر شرایط زندگی کارگران صنعت قهوه، کار زیادی انجام نشده است. نزدیک به ۱۲۵ میلیون نفر در ۵۰ کشور جهان برای گذران زندگی وابسته به تولید قهوه هستند و بیش از نیمی از آنها در فقر زندگی می‌کنند.

#### عصر روشنگری
پس از آغاز سده هفدهم گیاه قهوه که با قاچاق دانه‌های بسیار حاصلخیز به هند راه یافته بود در این کشور هم پرورش یافت. تا پیش از آغاز سده هجدهم میلادی استفاده از نوشیدنی قهوه در سراسر اروپا رایج شده بود. کشورهای اروپایی این گیاه را به مناطق گرمسیری بردند تا این کشورها نسبت به کشت و تولید انبوه گیاه قهوه اقدام نمایند. در اروپا هم مانند خاورمیانه و ایران بزرگ، قهوه‌خانه‌ها تبدیل به مکانی برای معاشرت، مطالعه، و تبادل نظر دربارهٔ موضوعات روز شدند. برخی پژوهشگران و دانشمندان از جمله یورگن هابرماس بر این باورند که بدون تأثیر قهوه ممکن بود اصلاً عصر روشنگری شکل نگیرد؛ زیرا در سده‌های ۱۷ و ۱۸ میلادی قهوه‌خانه‌ها به مراکز اندیشه‌های انتقادی تبدیل شدند که افکار و ایده‌های عمومی در آنها شکل می‌گرفتند. گفته می‌شود بیشتر چهره‌های مهم دوره روشنگری شیفته نوشیدن قهوه بودند. مایکل پولان می‌گوید ولتر برای کمک به دیدرو در نگارش کتاب ۲۸ جلدی آنسیکلوپدی (که به عنوان یکی از مهم‌ترین آثار دوره روشنگری شناخته می‌شود) روزی ۷۲ فنجان قهوه می‌نوشیده است.
یک شباهت دیگر، امکان تبدیل آن‌ها به مکانی برای اجتماع عناصر نامطلوب و خرابکاران بود. چارلز دوم پادشاه انگلستان قهوه‌خانه‌ها را مکانی برای ملاقات خائنان و نشر شایعات سخیف دربارهٔ اعلی‌حضرت و وزیرانش معرفی می‌کرد. در سده ۱۸ قهوه‌خانه معروف پاریس به نام کافه پروکوپ، مشتریان ثابتی همچون مارا، دانتون، و روبسپیر داشت که در طول انقلاب فرانسه در آنجا برای انقلاب طرح‌ریزی می‌کردند.

### آمریکا
هنگامی که قهوه در طول دوران استعمار به آمریکای شمالی رسید در ابتدا همانند ورود به اروپا موفق نبود. چرا که نوشیدنی‌های الکلی محبوبیت بیشتری داشتند. در طول جنگ انقلاب آمریکا تقاضا برای قهوه چنان افزایش یافت که واسطه‌ها و دلالان را ترغیب به احتکار منابع کمیاب قهوه برای کسب سود بیشتر به واسطهٔ افزایش قیمت‌ها نمود. وقوع چنین موضوعی بی‌ارتباط با کاهش دسترسی به چای از سوی بازرگانان بریتانیایی نیز نبود. ذائقهٔ بسیاری از آمریکایی‌ها به ویژه پس از ماجرای مهمانی چای بوستون و همچنین جنگ ۱۸۱۲ (که طی آن بریتانیا به‌طور موقت دسترسی به واردات چای را قطع کرد) از چای به قهوه، افزایش چشمگیری یافت.

### سرمایه‌داری
گفته‌می‌شود قهوه در اوج‌گیری سرمایه‌داری نقشی مهم ایفا کرد. در سده ۱۹ میلادی صاحبان کسب‌وکار دریافتند که مصرف قهوه می‌تواند بازدهی کار و تولید را افزایش دهد و به همین دلیل شروع به پخش قهوه میان کارگران کردند. تا جایی که در میان ساعات کار، زمان مشخصی را برای نوشیدن قهوه اختصاص دهند.

### در ایران
تاریخ قطعی ورود قهوه به ایران معلوم نیست. اما چون در آغاز پادشاهی شاه عباس قهوه‌خانه در ایران وجود داشته ممکن است نوشیدن قهوه از دوران شاه تهماسب یکم در ایران معمول شده باشد. قهوه در زمان صفویه جای خود را در میان نوشیدنی‌های روزانه ایرانی‌ها باز کرد و نمونه‌ای است از ورود ایران به شبکه اقتصادی جهانی آن دوران شد. در سده نوزدهم که چای به نوشیدنی غالب مردم تبدیل شد. هنوز در ایران کلمهٔ قهوه‌خانه به مکان‌هایی گفته می‌شود که در آن چای سرو می‌شود که نشان می‌دهد قهوه در ایران متداول‌تر از چای بوده یا پیش از ورود چای، پای خود را به ایران باز کرده است. به گونه‌ای که هم‌اکنون نیز در زبان فارسی به رنگ آن، قهوه‌ای گفته می‌شود. همچنان این ماده سیاه و تلخ بسته به منطقهٔ جغرافیایی و طبقهٔ اجتماعی دوستداران خود را داشت. امروزه نوشیدن گونه‌های قهوه از جمله قهوه فرانسه، اسپرسو، کاپوچینو، قهوه فوری، و شیر قهوه طرفداران بسیاری پیدا کرده است. البته قهوه ترک به‌خاطر محبوبیت میان ایرانیان ارمنی از گذشته در میان مردم رایج بوده و به‌واسطه فال قهوه جایگاه خاص خود را داشته است.
صوفی‌ها با کمک نوشیدن قهوه می‌توانستند خود را برای انجام مراسم مذهبی بیدار نگه دارند. در دوران صفوی قهوه‌خانه‌ها به‌عنوان مکان‌هایی برای تجمع شاعران و هنرمندان در ایران رواج پیدا کردند. در سال ۱۶۶۴ کاشف‌الدین یک داروشناس صفوی، رساله‌ای دربارهٔ ارزش‌ها و ویژگی‌های قهوه به شاه عباس دوم تقدیم کرد. تاریخ فرهنگ نوشیدن چای در ایران تنها از پایان سده پانزدهم آغاز شد. از آنجایی که کشورهای تولیدکننده قهوه مسافت بسیاری تا ایران داشتند ترابری قهوه به ایران مشکلات بسیار داشت. اما نزدیکی تولیدکننده‌های عمده چای نظیر چین به جاده اصلی تجارت آن زمان یعنی جاده ابریشم سبب شد که تجارت و ترابری چای با سهولت بیشتری در ایران صورت بگیرد.

## زیست‌شناسی گیاه قهوه

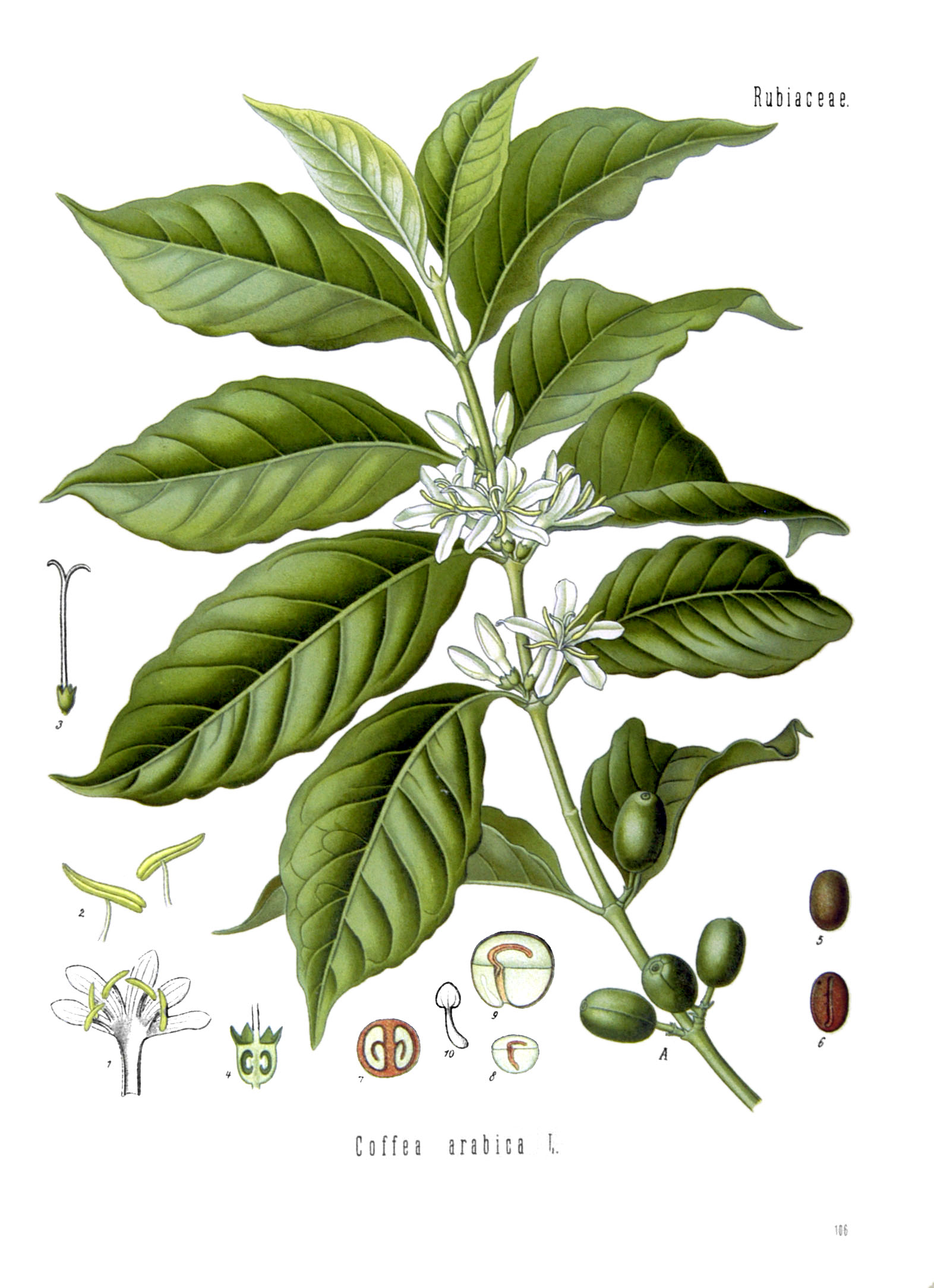
تشریح دانه، گیاه و میوهٔ قهوهٔ عربیکا

چندین گونه درختچهٔ قهوه وجود دارد که دانه‌ها یا همان میوهٔ قهوه از آن‌ها استخراج می‌شود. دو گونهٔ اصلی تجاری بیشتر کشت می‌شوند که یکی معروف به قهوهٔ عربیکا است که مورد توجه‌ترین گونه و بومی ارتفاعات جنوب غربی اتیوپی و فلات بوما در جنوب شرقی سودان و احتمالاً کوه مارسابیت در شمال کنیا است. گونه دیگر، گونهٔ قهوه کانفورا است که بومی نواحی غربی و مرکزی زیر صحرای آفریقا از گینه تا اوگاندا و سودان جنوبی است و به‌نام روبوستا شناخته می‌شود. چندین گونهٔ دیگر از جمله لیبریکا، موریتیانا، راکیموسا و استنوفیلا هم وجود دارند که کمتر مطرح هستند.
همه گیاهان قهوه در خانوادهٔ بزرگ روناسیان قرار دارند که درخت و در حقیقت درختچه‌هایی همیشه‌سبز هستند و ممکن است تا ۵ متر ارتفاع داشته باشند. برگ‌های درختچهٔ قهوه سبز، تیره و براق است و معمولاً میان ۱۰ تا ۱۵ سانتی‌متر (۴/۶ اینچ) طول و ۶ سانتی‌متر (۲/۴ اینچ) عرض دارند. برگ‌ها اغلب ساده بوده و گل‌ها به رنگ سفید و معطر هستند. مادگی گیاه شامل تخمدان تحتانی است که مشخصهٔ روناسیان است. گل‌ها اغلب بیضی شکل و اندازهٔ آن‌ها نزدیک به ۱/۵ سانتی‌متر (۰/۶ اینچ) است. میوهٔ نارس قهوه به رنگ سبز است و در ادامه تبدیل به رنگ زرد شده و در هنگام رسیدن تبدیل به رنگ قرمز می‌شوند. هر میوهٔ قهوه شامل دو دانه است و در ۵ تا ۱۰ درصد از میوه‌ها تنها یک دانه وجود دارد. میوه‌های قهوه در گونهٔ عربیکا بین ۶ تا ۸ ماه می‌رسند و قابل چیدن هستند در حالی که در قهوهٔ روبوستا (کانفورا) حدود ۹ تا ۱۱ ماه زمان می‌برد. میوه‌ها را معمولاً به کمک نور خورشید خشک می‌کنند. اما روش‌های صنعتی هم برای این کار وجود دارد. قهوهٔ عربیکا بیشتر خودش گرده افشانی می‌کند و قهوهٔ کانفورا و لیبریکا نیاز به پیوند دارند و باید رویشی تکثیر شوند از جمله قلمه‌زدن، پیوند، و جوانه‌زدن که از روش‌های معمول تکثیر رویشی است.

## تولید

نقشه کشورهای کشت‌کننده قهوه بر اساس گونه قهوه تولیدی

امروزه بزرگ‌ترین کشورهای تولیدکنندهٔ قهوه برزیل، ویتنام، کلمبیا، اندونزی، اتیوپی، پرو، هندوراس و هند هستند. در سال ۲۰۲۰ برزیل به‌تنهایی ۳۴ درصد از مجموع تولید دانه‌های سبز قهوه در جهان را داشته است. پس از برزیل، ویتنام ۱۶ درصد قهوه جهان را تولید می‌کند. در هفتاد کشور دیگر هم قهوه تولید می‌شود. اما میزان تولید آن کشورها کمتر است. بزرگ‌ترین واردکنندگان قهوه، ایالات متحده آمریکا، آلمان، ژاپن، فرانسه، ایتالیا، و اسپانیا هستند.
بیشترین میزان مصرف سرانهٔ قهوه در کشورهای فنلاند (۱۱ کیلوگرم)، دانمارک (۹٫۷ کیلوگرم)، نروژ (۹٫۵ کیلوگرم)، سوئد (۸٫۶ کیلوگرم)، و استرالیا (۷٫۸ کیلوگرم) گزارش شده است. ایالات متحدهٔ آمریکا با این‌که بزرگ‌ترین واردکنندهٔ قهوه است اما مصرف سرانهٔ آن تنها ۴٫۱ کیلوگرم است.
بیشتر مناطق کشت عمده قهوه در اطراف استوا و مناطق پر باران قرار دارند. دانه‌های قهوه در هر منطقه عطر و بوی مخصوص به خود را دارد. بر این اساس بیشتر قهوهٔ تولیدی را به نام کشور یا منطقهٔ تولیدکننده مانند قهوه جاوه، قهوه کلمبیا و قهوه کنیا می‌شناسند.
| جایگاه | کشور     | منطقه         | میلیون تن |
| ------ | -------- | ------------- | --------- |
| ۱      | برزیل    | آمریکای لاتین | ۳٫۷       |
| ۲      | ویتنام   | جنوب‌شرق آسیا  | ۱٫۷۶      |
| ۳      | کلمبیا   | آمریکای لاتین | ۰٫۸۳      |
| ۴      | اندونزی  | جنوب‌شرق آسیا  | ۰٫۷۷      |
| ۵      | اتیوپی   | شرق آفریقا    | ۰٫۵۸      |
| ۶      | پرو      | آمریکای لاتین | ۰٫۳۸      |
| ۷      | هندوراس  | آمریکای لاتین | ۰٫۳۶      |
| ۸      | هند      | جنوب آسیا     | ۰٫۳       |
| ۹      | اوگاندا  | شرق آفریقا    | ۰٫۲۹      |
| ۱۰     | گواتمالا | آمریکای لاتین | ۰٫۲۳      |
|        | جهانی    |               | ۱۰٫۸      |

## برشته‌کاری

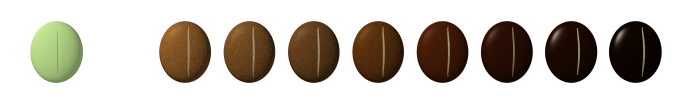
دانهٔ قهوه سبز طبیعی و میزان برشتار آن بر پایهٔ گونه قهوه

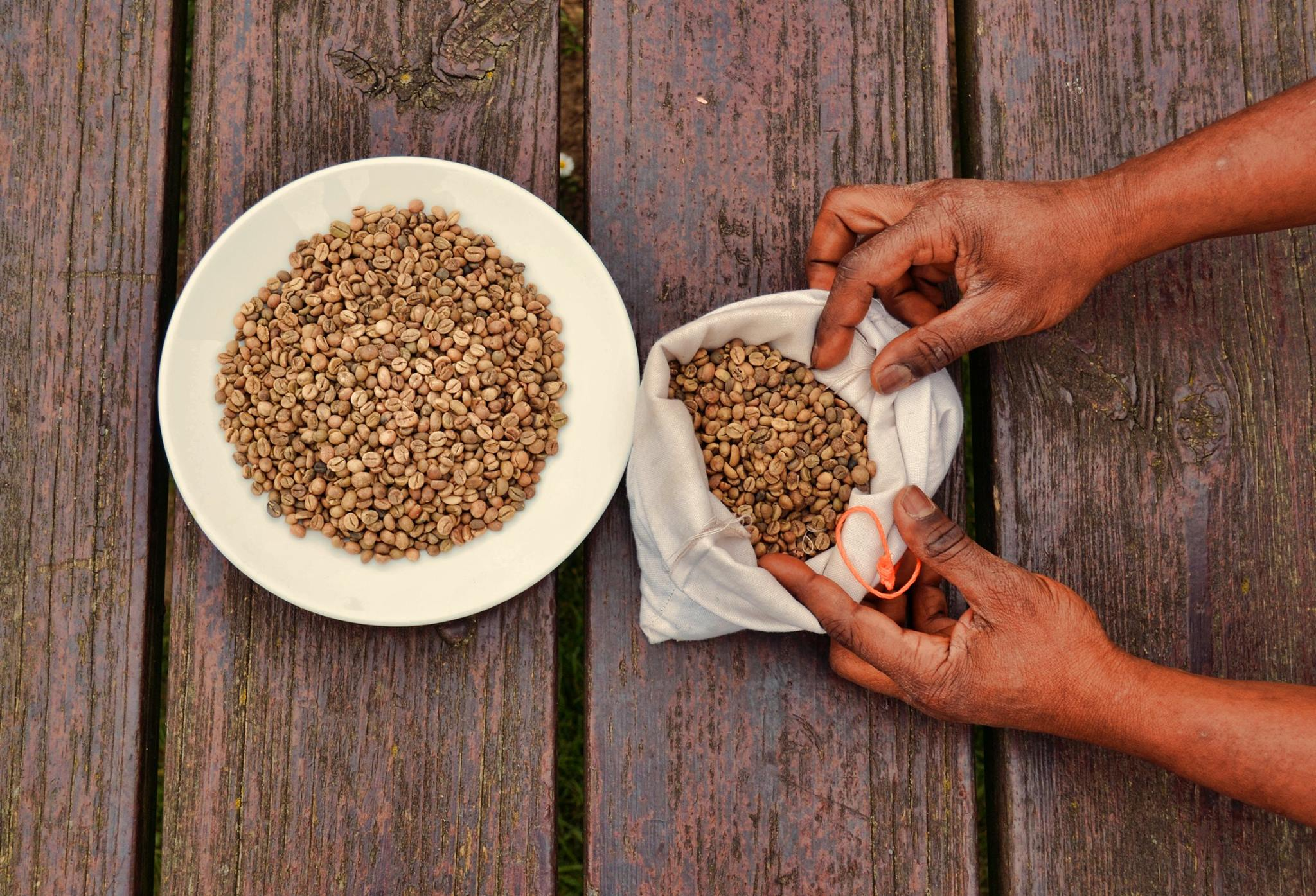
دانه‌های قهوه که هنوز برشته نشده‌اند

برشته‌کاری قهوه فرآیندی است که پس از استحصال دانه‌های سبز قهوه صورت می‌پذیرد. قهوه معمولاً به صورت بو داده (برشته‌کاری شده) فروخته می‌شود. البته می‌توان دانه‌های سبز و معمولی قهوه را نیز تهیه کرد که هیچ‌گونه برشته‌کاری بر روی آنها صورت نگرفته است. قهوه معمولاً پیش از مصرف برشته می‌شود و می‌توان آن را به صورت از پیش برشته‌شده توسط تامین‌کننده تهیه یا به صورت شخصی و در خانه برشته کرد.
دانه‌های قهوه به دلیل انواع مختلف، از نوع رطوبت و چگالی متفاوت هستند و به همین دلیل با سرعت‌های متفاوتی برشته می‌شوند. در طول فرایند برشته‌کاری کاراملیزاسیون رخ می‌دهد. چرا که گرمای شدید، نشاسته را تجزیه و به منوساکارید تبدیل می‌کند و همین منوساکارید به دلیل کاراملیزاسیون شروع به قهوه‌ای شدن می‌نمایند که دلیل اصلی گرایش دانه‌ها از رنگ سبز به سمت رنگ تیره است.
ساکارز در طول فرایند برشته‌کاری به سرعت از بین می‌رود و ممکن است در دانه‌هایی که به میزان زیادی برشته شده‌اند به‌طور کامل ناپدید شود. در طول برشته‌کاری، روغن‌های معطر و اسیدها ضعیف شده و باعث تغییر طعم می‌شوند. در دمای ۲۰۵ درجه سلسیوس (۴۰۱ درجه فارنهایت) روغن‌های دیگر شروع به اتساع و گسترش می‌نمایند. یکی از همین روغن‌ها کاهوول در حدود ۲۰۰ درجه سلسیوس (۳۹۲ درجه فارنهایت) ایجاد می‌شود و تا حدود بسیار زیادی مسئول عمده و اصلی طعم و عطر قهوه است.
میزان و درجهٔ برشته‌کاری روی طعم قهوه تأثیر مستقیم می‌گذارد. رنگ قهوه پس از دم کردن نیز تحت تأثیر درجه برشته‌شدن است. قهوه‌های تیره‌تر معمولاً پر رنگ‌تر هستند؛ زیرا محتوی فیبر کمتری هستند و در عوض طعم شیرین‌تری دارند. قهوه‌های با برشته کاری ملایم، پیچیده‌تر هستند و در نتیجه، طعم قوی‌تری از روغن‌ها و اسیدهای معطر دریافت می‌کنند که همین عطرها و اسیدها با میزان برشته‌کاری بیشتر، از بین می‌روند. برشته‌کاری مقدار کافئین موجود در دانه‌ها را تغییر نمی‌دهد. هر چند وقتی دانه‌ها از دیدگاه حجمی اندازه‌گیری می‌شوند کافئین کمتری به دست می‌آید و این موضوع به علت منبسط شدن دانه‌ها حین فرایند برشته‌کاری است.
|             | میزان             | مدت زمان        |
| ----------- | ----------------- | --------------- |
| آمریکن روست | برشتار ملایم      | حدود ۷ دقیقه    |
| سیتی روست   | برشتار متوسط      | ۹ الی ۱۱ دقیقه  |
| فرنچ روست   | برشتار تا حد تیره | ۱۱ الی ۱۳ دقیقه |
| اسپرسو روست | تیره‌ترین حالت     | حدود ۱۴ دقیقه   |

## گونه‌های قهوه
مرغوب‌ترین قهوه که طعم و بویی منحصربه‌فرد دارد از بوته‌ای به نام عربیکا به دست می‌آید که قدیمی‌ترین گونه قهوه است و در ارتفاع ۱۰۰۰ تا ۲۴۰۰ متر بالاتر از سطح دریا رشد می‌کند. حدود ۷۵ ٪ از کل قهوه‌ای که در جهان کشت می‌شود عربیکا است. قدیمی‌ترین گونه قهوهٔ عربیکا، جاوه است که امروزه نامی شناخته شده محسوب می‌شود.
گونه دیگری از قهوه روبوستا نام دارد که در بلندی ۲۵۰۰ پایی رشد می‌کند و بیشتر از عربیکا تحمل سرما را دارد. میزان کافئین روبوستا دو برابر عربیکا است. اگرچه بو و طعم آن در رده پایین‌تری قرار دارد و ارزان‌تر است. روبوستا حدود ۲۵ ٪ از کشت قهوه جهان را تشکیل می‌دهد. گونه مرغوب آن هم برای تهیه اسپرسو به کار می‌رود. گونه دیگری از قهوه که در آفریقای غربی می‌روید لیبریکا نام دارد که درصد بسیار اندکی از دانه‌های قهوه از این گونه هستند.

## سنت‌های قهوه‌نوشی
قهوه محلی خلیج فارس معمولاً تلخ است و با ترکیب هل یا ادویه‌های دیگر تهیه می‌شود. معمولاً آن را یک بار با اندکی تأخیر پس از ورود مهمان‌ها و یک بار پیش از خروج آن‌ها سرو می‌کنند. زود سرو کردن آن می‌تواند نشانه بی‌ادبی و عجله باشد. بسیاری اوقات آن را درست پیش یا پس از نوشیدن یک فنجان کوچک چای شیرین می‌نوشند. ترتیب سرو کردن این نوشیدنی متفاوت است. اما این دو نوشیدنی بسیار متفاوت باید در یک فاصله زمانی کوتاه نوشیده شوند.

## روش‌های سِرو قهوه
نوشیدنی‌های با پایهٔ قهوه بسیار گوناگون هستند و می‌توان افزودنی‌های مختلفی از جمله شیر، شکر، کاکائو، دارچین، بستنی، آبلیمو، و خامه به قهوه اضافه کرد.
سه گونه از روش‌های معمول سِرو قهوه
|             | شیوهٔ آماده کردن                                                                                        |
| ----------- | --- |
| قهوهٔ ساده   | دانهٔ قهوهٔ آسیاب شده به همراه آب با روش‌های مختلف نظیر دم کردن، روش چکه‌ای یا به صورت سرد (مانند خیساندن) |
| قهوهٔ اسپرسو | دانهٔ قهوهٔ آسیاب شده با غلظت بالا در آب جوش که با فشار بالا از دانه‌ها می‌گذرد                            |
| قهوهٔ فوری   | پودر قهوهٔ فوری به همراه آب (پودر قهوهٔ فوری در کارخانه‌ها و با واکنش‌های شیمیایی تهیه می‌شود)              |

نوشیدنی‌های ترکیبی قهوه
نوشیدنی‌های ترکیبی قهوه، از قهوه به همراه افزودنی‌ها با نسبت‌های خاص و ویژگی‌های تزئینی خاص تهیه می‌شوند.
|                    | ترکیب‌ها                                                                             | توضیحات |
| ------------------ | ----------------------------------------------------------------------------------- | --- |
| شیر قهوه           | قهوه به همراه شیر و شکر                                                             | نسبت‌های آن اهمیت چندانی ندارد؛ می‌توان گفت که کافی میکس (۳ در ۱) یا قهوه کن‌لچه یا کافه لاته یا لاته ماکیاتو یا کاپوچینو یا کافه موکا همگی انواعی از شیر قهوه هستند.                                                                                |
| کافی میکس (۳ در ۱) | قهوهٔ آماده به همراه شیر خشک و شکر (منظور از ۳ در ۱، وجود شکر، شیر و قهوه در آن است) | با نسبت‌های خاص و سلیقه‌ای که به صورت پودر به آب جوش اضافه می‌گردد. کافی میکس یک فراوردهٔ صنعتی محسوب می‌شود، چراکه تنها از پودر قهوهٔ آماده در ترکیب اصلی آن استفاده می‌شود و امروزه اغلب پودرهای آماده فراوری‌شدهٔ قهوه، از ترکیب کافی میکس تهیه شده‌اند. |
| کافه لاته          | یکی از نوشیدنی‌های پایهٔ قهوه به همراه شیر                                            | گونه‌ای نوشیدنی قهوه است از ترکیب اسپرسو با شیر بخار داده شده به دست می‌آید. |
| کافه ماکیاتو       | اسپرسو به همراه اندکی شیر و گاهی شکر                                                | گفته می‌شود که در آن نسبت شیر به قهوه بسیار ناچیز است و روی سطح آن را به صورت کف‌های تکه‌تکه شیر تزئین می‌کنند. |
| لاته ماکیاتو       | شیر به همراه اندکی اسپرسو و گاهی شکر                                                | گفته می‌شود که در آن نسبت قهوه به شیر بسیار ناچیز است و روی سطح آن را به صورت لکه‌های قطره‌ای قهوه تزئین می‌کنند. |
| کافه موکا          | یکی از نوشیدنی‌های پایهٔ قهوه به همراه شیر                                            | نوع شکلاتی کافه لاته است. |
| کاپوچینو           | اسپرسو به همراه شیر                                                                 | نسبت شیر و قهوه در این روش یک به یک است. کاپوچینوهای آماده هم در بازار وجود دارد که از پودر قهوهٔ آماده استفاده می‌گردد. |
| قهوه دالگونا       | قهوهٔ فوری به همراه شکر و آب و شیر داغ                                               | نسبت مساوی قهوه فوری و شکر و آب که پس از مخلوط کردن به صورت کاراملی درآمده سپس به شیر داغ اضافه می‌گردد. |

## داروشناسی
قهوه دم‌کرده معمولی به مقدار قابل توجهی فاقد مواد مغذی ضروری است. با این حال، اسپرسو — احتمالاً به دلیل مقدار بالاتر مواد جامد معلق — حاوی مقدار زیادی منیزیم، ویتامین‌های گروه ب، نیاسین، ویتامین ب۲، و حدود ۲۱۲ میلی‌گرم کافئین در هر ۱۰۰ گرم از این نوع قهوه است یکی از مواد شیمیایی سایکو اکتیو در قهوه، کافئین است که یک آنتاگونیست گیرنده آدنوزین است و به دلیل اثرات محرکی که دارد، کاملاً شناخته شده است. قهوه همچنین حاوی بازدارنده منوآمین اکسیداز بتا-کربولین و هارمین است که احتمالاً به خاصیت سایکو اکتیو بودن آن کمک می‌کنند.
کافئین در یک کبد سالم، معمولاً توسط آنزیم‌های کبدی تجزیه می‌شود. متابولیت‌های دفع‌شده، بیشتر شامل پاراگزانتین، تئوبرومین، و تئوفیلین به همراه مقدار اندکی کافئین بدون تغییر هستند؛ بنابراین سوخت‌وساز کافئین به وضعیت آنزیم‌های کبدی بستگی دارد. قهوه همچنین به خاطر اثر مُلَیّن بودنی که دارد شناخته می‌شود. همین باعث می‌شود که در برخی افراد در عرض چند دقیقه پس از مصرف، همراه با واکنش گوارشی (نام علمی: Gastrocolic reflex) باشد.
مشخص شده است که پلی‌فنل‌های موجود در قهوه در شرایط برون‌تنی، بر رادیکال‌های آزاد تأثیر می‌گذارند. هر چند، هیچ مدرکی حاکی از رخ دادن چنین اثری در انسان وجود ندارد. میزان پلی‌فنل بسته به شیوه و میزان برشته‌کاری دانه‌های قهوه متفاوت است. بر پایه بررسی‌های سازمان ایمنی غذایی اروپا پلی‌فنل‌های رژیم غذایی، مانند آنهایی که با قهوه بلعیده می‌شوند پس از مصرف، ارزش آنتی‌اکسیدان نداشته یا ممکن است میزان آن بسیار ناچیز باشد.

## محتوا و میزان کافئین
بسته به نوع قهوه و روش تهیه، محتوای کافئین یک وعده می‌تواند بسیار متفاوت باشد. بر اساس اطلاعات مندرج در پایگاه داده کتابخانه ملی کشاورزی آمریکا یک فنجان ۲۴۰ میلی‌لیتری قهوه دم کرده حاوی ۹۵ میلی‌گرم کافئین و یک اسپرسو ۲۵ میلی‌لیتری می‌تواند حاوی ۵۳ میلی‌گرم کافئین است این درحالی است که یک کاپ قهوه گلد با حجم ۲۵ میلی‌لیتر می‌توان شامل ۱۱۱ میلی‌گرم کافئین باشد.
کافئین تا ۲۰۰ درجه سلسیوس (۳۹۲ درجه فارنهایت) پایدار می‌ماند و در حدود ۲۸۵ درجه سلسیوس (۵۴۵ درجه فارنهایت) کاملاً تجزیه می‌شود. با توجه به اینکه دمای برشته‌کاری دانه‌ها برای مدت طولانی از ۲۰۰ درجه سلسیوس (۳۹۲ درجه فارنهایت) تجاوز نمی‌کند و به ندرت به ۲۸۵ درجه سلسیوس (۵۴۵ درجه فارنهایت) می‌رسد محتوای کافئین قهوه احتمالاً با فرایند برشته‌کاری دانه‌ها تغییر چندانی نمی‌کند.

### کافئین‌زدایی
کافئین‌زدایی از دانه‌های قهوه زمانی انجام می‌شود که دانه‌های قهوه هنوز سبز هستند. بسیاری از روش‌ها می‌توانند کافئین را از قهوه حذف کنند. اما روش‌های معمول شامل خیساندن دانه‌های سبز در آب داغ (که به روش سوئیسی مشهور است) یا بخارپز کردن آنها است. در کافئین‌زدایی به روش دوم، پس از بخارپز شدن دانه‌ها از یک حلال برای حل کردن روغن‌های حاوی کافئین استفاده می‌شود. کافئین‌زدایی اغلب توسط شرکت‌های فرآوری قهوه انجام می‌شود و کافئین استخراج‌شده معمولاً به صنعت داروسازی فروخته می‌شود.

### تأثیر بر ساعت زیستی

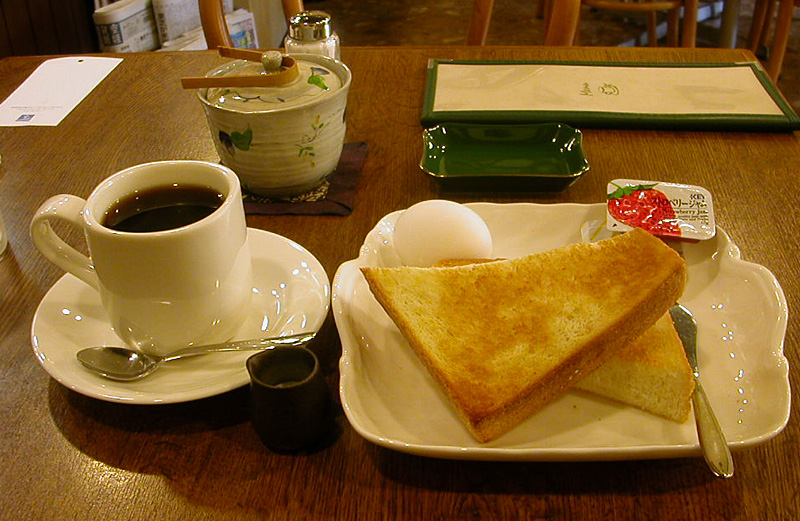
اثبات تأثیر قهوه بر ساعت زیستی بدن پیش از خواب

پژوهشگران در پژوهشی نشان دادند که کافئین عصرگاهی نه تنها باعث اختلال خواب می‌شود بلکه ساعت زیستی ۲۴ ساعتهٔ بدن انسان را نیز به هم ریخته و از نو به کار می‌اندازد. این ساعت مجموعه‌ای از سیگنال‌های مولکولی است که بدن را در برنامهٔ ۲۴ ساعته، منظم نگه می‌دارد. نوشیدن قهوه معادل دو برابر یک قهوه اسپرسو در سه ساعت پیش از خواب، ساعت بدن را به‌طور متوسط حدود ۴۰ دقیقه به عقب می‌کشد. این تأثیر بخاطر وجود کافئین در قهوه است. کافئین توسط روده جذب شده و وارد سیستم گردش خون می‌شود. سپس برروی گیرنده‌های آدنوزین در سیستم عصبی سوار شده و جای ملاتونین را اشغال کرده و اجازه جذب آن را نمی‌دهد. این تأثیر از چهل تا نهایتاً دو ساعت پس از جذب کافئین بسته به ژنتیک افراد باقی مانده و سپس به وسیله آنزیم‌های کبدی متابولیزه شده و از میان می‌رود. برای جبران این موضوع می‌توان به قهوه، شیر اضافه کرد. در واقع ترکیب شیر با قهوه باعث از میان رفتن اثر کافئین موجود در قهوه می‌شود.
اگرچه اثرات کافئین بر روی هشیاری و خواب به‌خوبی شناخته شده، اما پژوهشگران از چگونگی تأثیر آن بر ساعت شبانه‌روزی انسان مطمئن نبودند. آزمایشی بر روی پنج نفر انجام شد که چند ساعت پیش از ساعت خواب طبیعی، به آن‌ها یک قرص کافئین داده شده بود، سپس آن‌ها در معرض نور کم یا شدید قرار گرفتند. نتیجهٔ این آزمایش نشان داد که کافئین تقریباً اثری برابر نصف اثر قرار گرفتن در معرض نور شدید را دارد که یکی از بهترین راه‌های مطالعه برای جابه‌جایی ساعت بدن است. پژوهشگران همچنین دریافتند که سلول‌های بدن انسان در معرض کافئین، ۲۴ ساعت را به اصطلاح کِش می‌دهند. اثری که آن را با مولکول‌های مرتبط با ریتم ۲۴ساعتهٔ بدن در ارتباط می‌دانند. در عین حال، اعتقاد پژوهشگران در این زمینه حاکی از این است که نوشیدن قهوه در صورتی که در وقت مناسب باشد می‌تواند باعث جبران تأخیر ساعت درونی بدن بر اثر پرواز با هواپیما شود.

### ترکیبات و ارزش تغذیه‌ای
خواص درمانی
نوشیدن بین دو تا پنج فنجان قهوه در روز باعث کاهش احتمال مرگ می‌شود. همچنین با کم شدن ریسک ابتلا به دیابت، بیماری‌های قلبی و عروقی و حتی بعضی انواع سرطان مرتبط است.

## نگارخانه

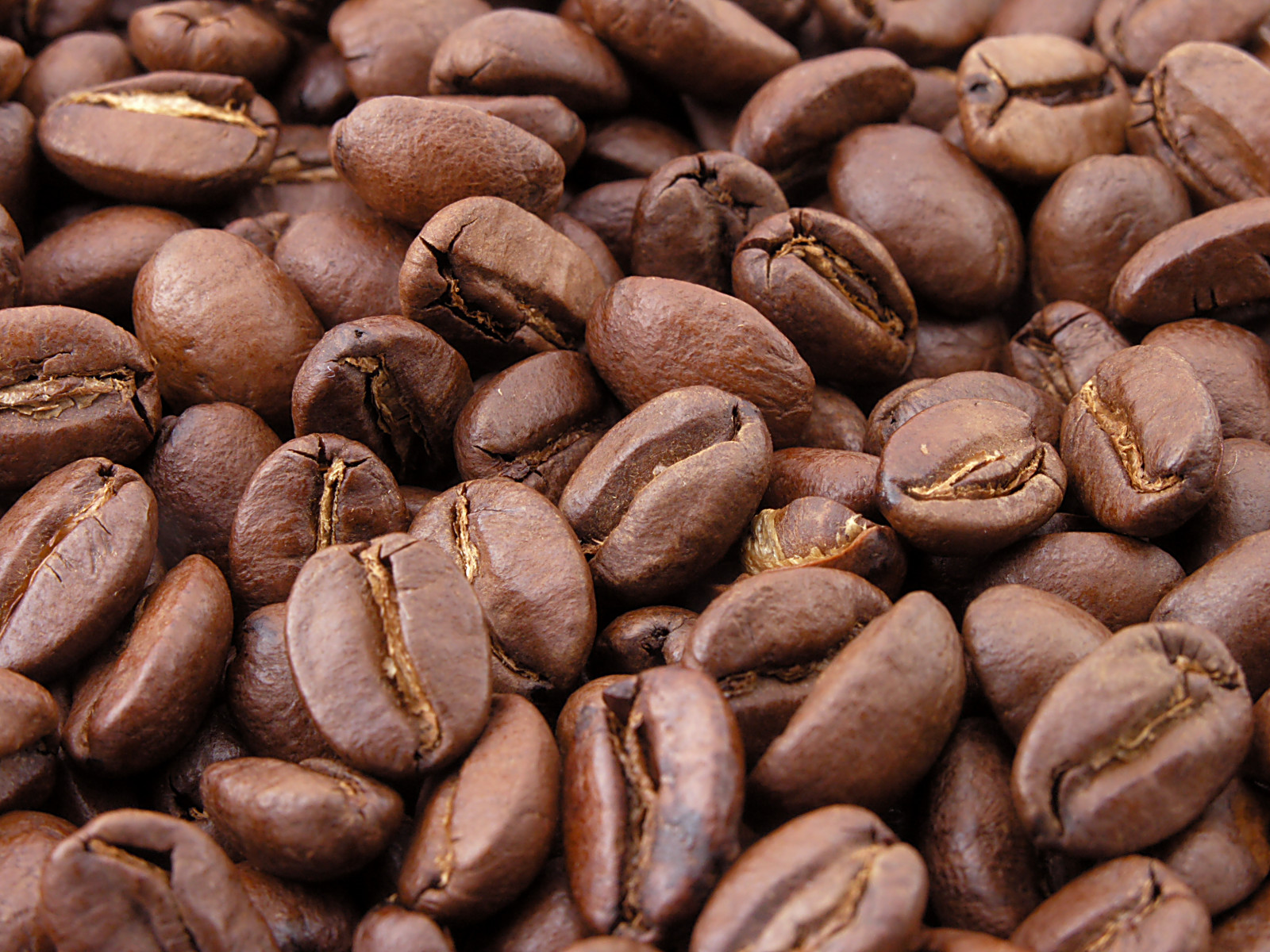
دانه‌های بودادهٔ قهوه
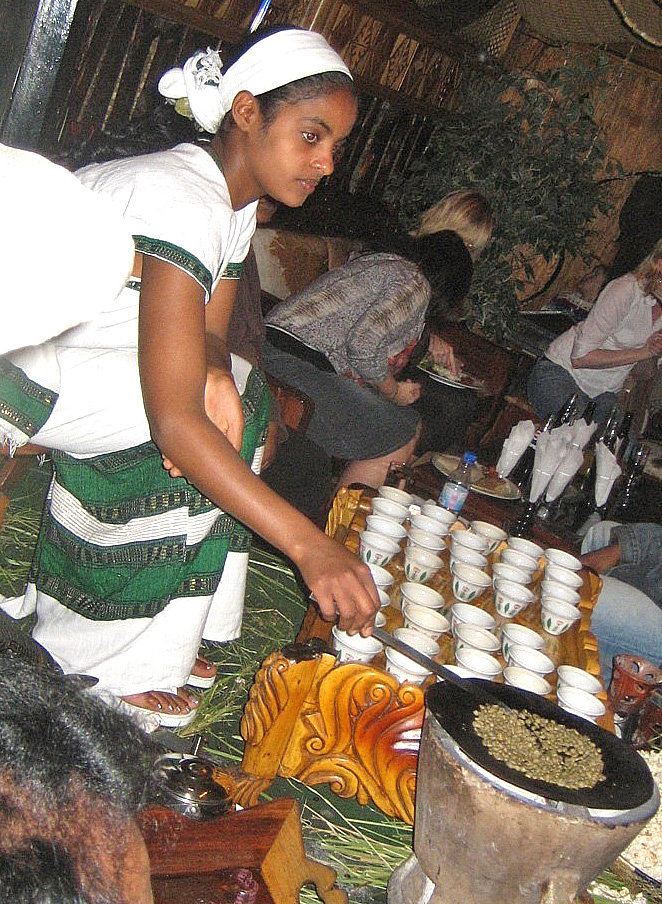
یک زن از اتیوپی در حال آماده کردن قهوه
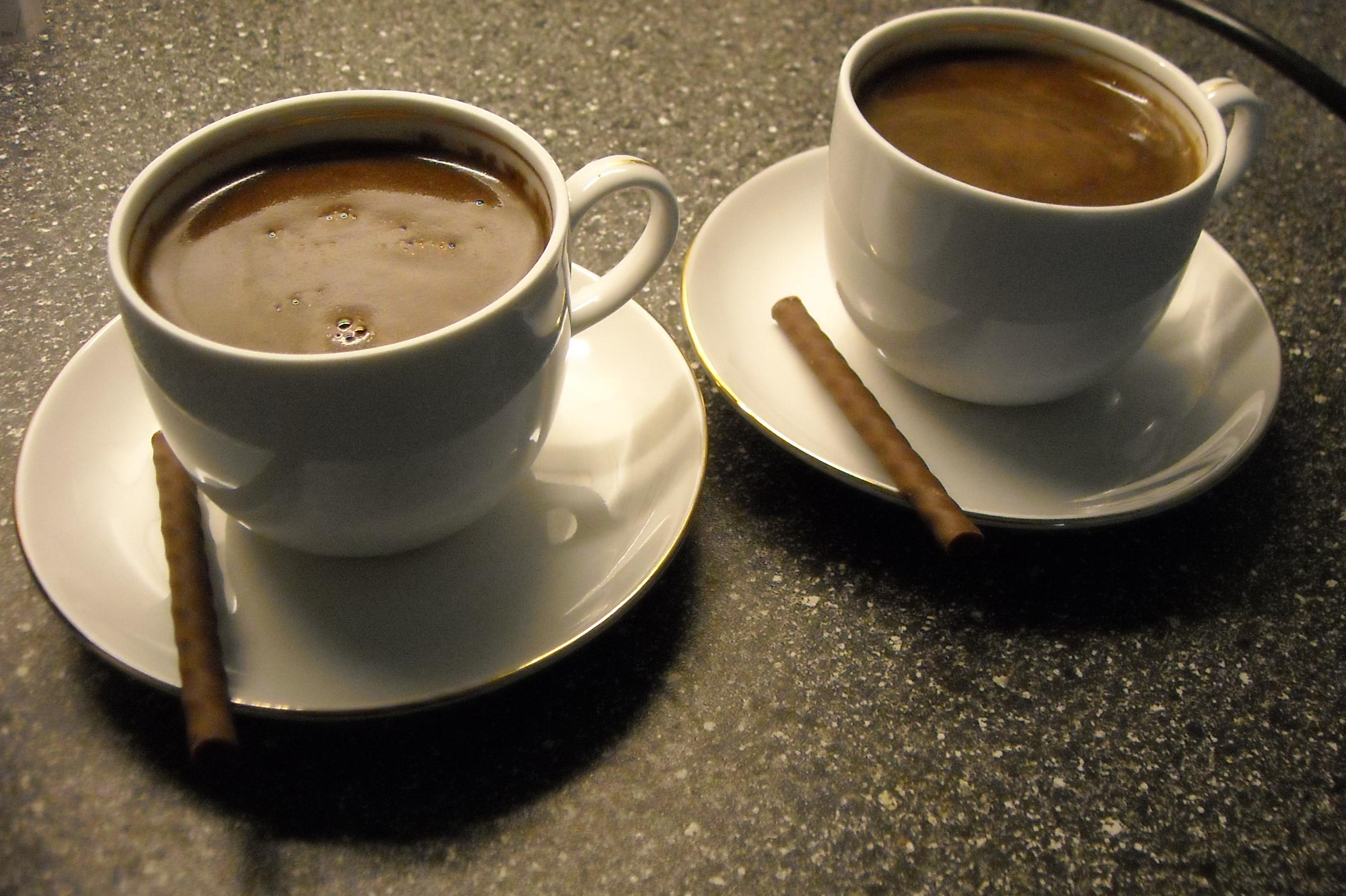
قهوهٔ ترک
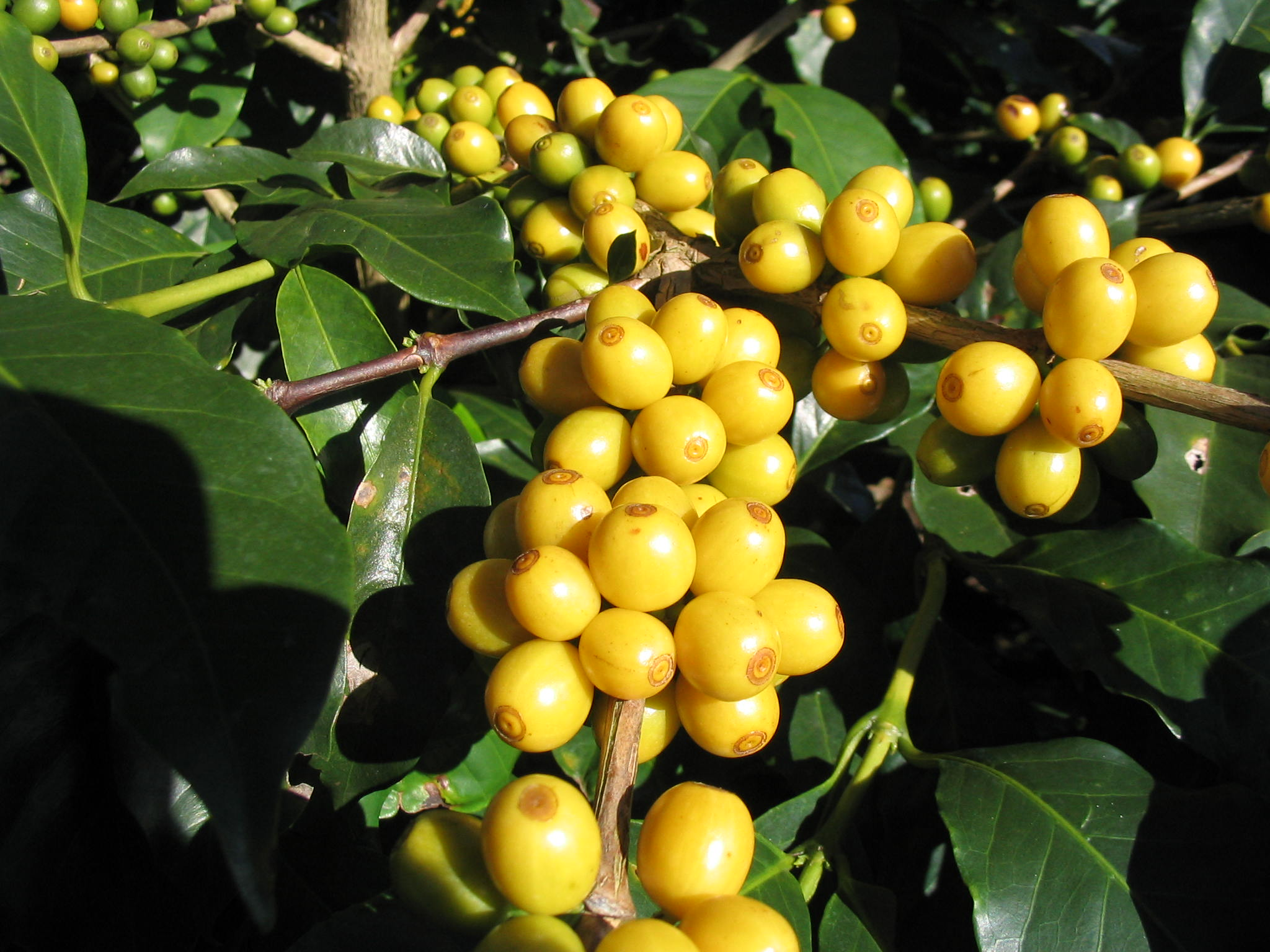
میوهٔ نارس (کال) قهوه
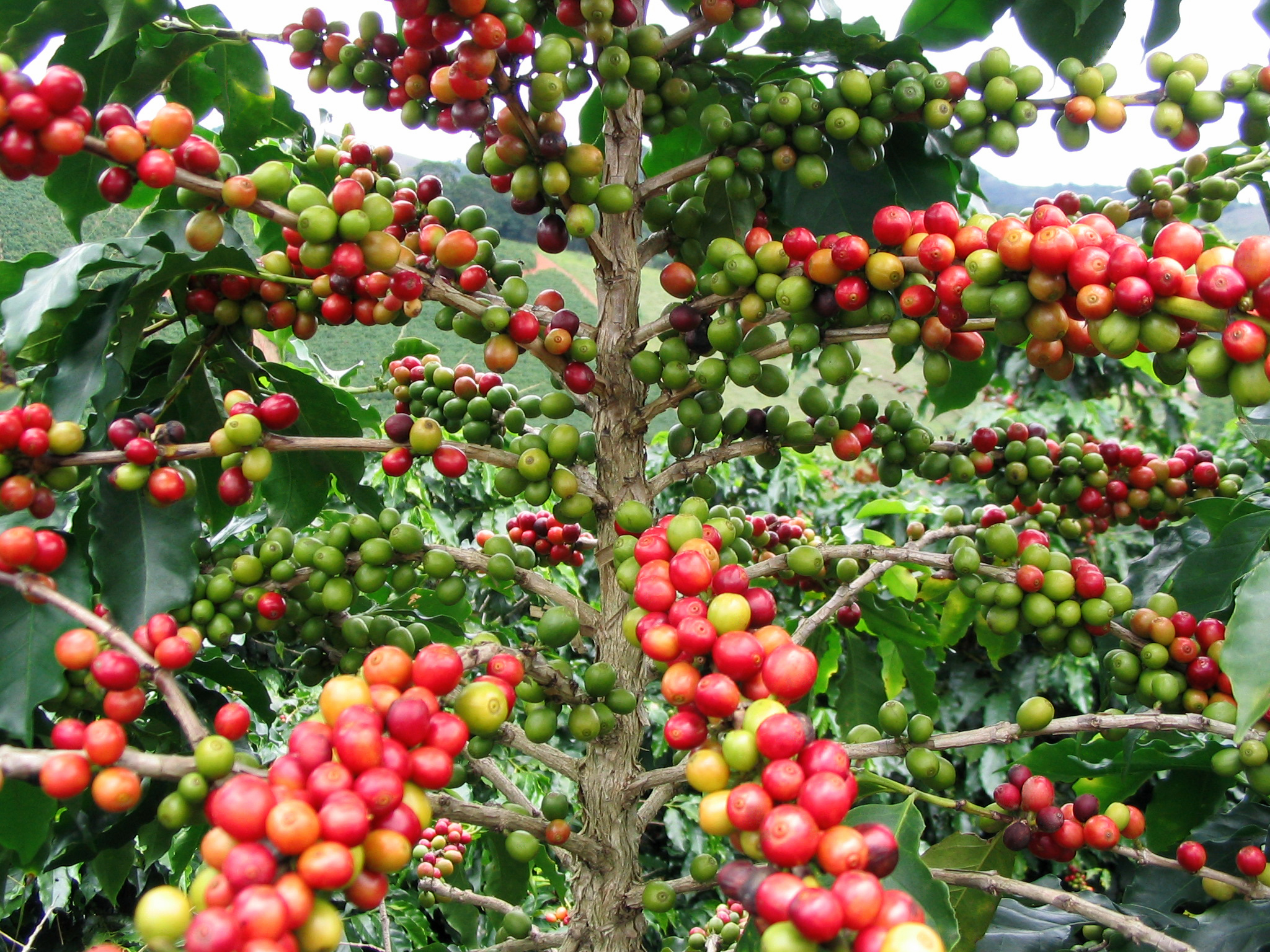
میوهٔ قهوه

## محتوای مرتبط
- قهوه ترک
- اسپرسو
- اسپرسوساز
- قوری قهوه‌ساز اسپرسو
- قهوه فوری، قهوه آماده یا پودر قهوه

## واژگان
1. ↑  Pope Clement VIII
2. ↑  Charles II of England
3. ↑  Jean-Paul Marat
4. ↑  Georges Danton
5. ↑  Maximilien Robespierre
6. ↑  French Revolution
7. ↑  Arabica
8. ↑  Coffea canephora
9. ↑  Liberica
10. ↑  mauritiana
11. ↑  racemosa
12. ↑  stenophylla
13. ↑  evergreen
14. ↑  American roast
15. ↑  City roast
16. ↑  French roast
17. ↑  Espresso roast
18. ↑  Robusta